# Adlestrop
Adlestrop est un village anglais situé dans le district de Cotswold et le comté du Gloucestershire.
Adlestrop est situé dans les Cotswolds à l'est de Stow-on-the-Wold et au sud-est de Moreton-in-Marsh.